# گلیز ۱۶۹
گلیز ۱۶۹ یک ستاره است که در صورت فلکی ثور قرار دارد.